# All the Great Hits
All The Great Hits è un album di raccolta della cantante statunitense Diana Ross, pubblicato nel 1981.

## Tracce

### Edizione USA
Side 1
1. Endless Love (duet with Lionel Richie) - 4:26
2. It's My Turn - 3:58
3. Theme from Mahogany (Do You Know Where You're Going To) - 3:21
4. Reach Out and Touch (Somebody's Hand) – 2:59
5. Touch Me in the Morning - 3:52

Side B
1. Upside Down - 4:03
2. I'm Coming Out - 5:23
3. Tenderness - 3:49
4. My Old Piano - 3:57

Side C
1. The Boss - 3:53
2. It's My House - 4:31
3. Love Hangover - 3:47
4. Ain't No Mountain High Enough - 3:37

Side D
1. Medley (with The Supremes) - 15:11
  - You Keep Me Hangin' On
  - My World Is Empty Without You
  - You Can't Hurry Love
  - Love Child
  - Reflections
  - I Hear a Symphony
  - Love Is Here and Now You're Gone
  - Someday We'll Be Together
2. Remember Me – 3:16

### Edizione Europa
Side A
1. It's My Turn - 3:57
2. Theme from Mahogany (Do You Know Where You're Going To) - 3:21
3. Reach Out and Touch (Somebody's Hand) – 2:59
4. Touch Me in the Morning - 3:52
5. I'm Still Waiting - 3:33
6. All Of My Life - 3:22
7. Surrender - 2:49
8. Remember Me – 3:16

Side B
1. Upside Down - 4:03
2. I'm Coming Out - 3:54
3. Tenderness - 3:49
4. My Old Piano - 3:57
5. The Boss - 3:53
6. It's My House - 4:31
7. Love Hangover - 3:47
8. Ain't No Mountain High Enough - 3:37